# Chimarra divergena
Chimarra divergena är en nattsländeart som beskrevs av Gibbs 1973. Chimarra divergena ingår i släktet Chimarra och familjen stengömmenattsländor. Inga underarter finns listade i Catalogue of Life.